# 뫼비우스 방향족성
뫼비우스 방향족성(Möbius aromaticity)는 뫼비우스의 띠모양의 분자에서 적용되는 방향족성으로 일반적인 휘켈 규칙과 조건이 반대가 되어, 전자가 4n개일 때 방향족성이 되고 4n+2개일 때 반방향족성이 된다. 휘켈법을 이용해 행렬을 풀면 이유를 쉽게 알 수 있다.